# Ingegneria sociale (scienze politiche)
Ingegneria sociale è una disciplina in scienze politiche che si riferisce al tentativo di influenzare gli atteggiamenti e comportamenti sociali su larga scala, sia da parte dei governi o di gruppi privati. In ambito politico, la controparte di ingegneria sociale è di ingegneria politica.
Per varie ragioni, il termine è stato intriso di connotazioni negative. Tuttavia, quasi tutto il diritto e la governance ha l'effetto di cambiare il comportamento e può essere considerato "ingegneria sociale" in una certa misura. Divieti di omicidi, stupri, suicidi e gettare per terra i rifiuti sono tutte le politiche volte a scoraggiare comportamenti indesiderati. I governi possono anche influenzare il comportamento in modo più celato attraverso incentivi e disincentivi economici. 
Nathan Roscoe Pound è noto per aver sviluppato e diffuso il concetto di ingegneria sociale applicato al diritto. Secondo Pound, il diritto non è solo un insieme di regole statiche, ma uno strumento dinamico per gestire i rapporti sociali e promuovere il progresso della società. La sua concezione dell'ingegneria sociale si basa sull'idea che il diritto dovrebbe essere utilizzato per bilanciare gli interessi individuali e collettivi, creando un ordine sociale stabile e giusto.

## Prospettiva storica
Il concetto ha radici storiche che risalgono all'Illuminismo, quando pensatori come John Locke e Jean-Jacques Rousseau iniziarono a esplorare l'idea che la società potesse essere modellata attraverso la razionalità e il progresso. Con l'emergere della sociologia nel XIX secolo, studiosi come Auguste Comte e Herbert Spencer iniziarono a considerare come le leggi sociali potessero essere usate per migliorare la società.
Conosciuto come il "padre delle pubbliche relazioni", Edward Bernays applicò principi psicologici e sociologici per influenzare l'opinione pubblica, che può essere visto come un esempio di ingegneria sociale. Filosofo e educatore, John Dewey ha sostenuto l'idea che l'educazione e la democrazia potessero essere utilizzate per promuovere il progresso sociale.

### Herbert Marcuse
Parte della Scuola di Francoforte, Herbert Marcuse ha analizzato come la società industriale avanzata crei forme di oppressione attraverso la razionalità tecnica e il consumismo. Ha sostenuto che questa razionalità può limitare la libertà e la creatività degli individui, rendendoli conformisti.
Lo studioso ha enfatizzato l'importanza della liberazione dalle strutture oppressive, sostenendo che le persone devono essere incoraggiate a sviluppare il loro potenziale creativo. Questo concetto è centrale per l’ingegneria sociale, poiché implica la progettazione di sistemi sociali che promuovano la libertà e l'autosufficienza.
Nel suo lavoro, l'intellettuale ha esplorato l'idea che una società del benessere potrebbe essere realizzata solo attraverso una trasformazione radicale delle strutture sociali. La sua visione di un futuro alternativo implica un'ingegneria sociale che non solo risponde a bisogni materiali, ma promuove anche valori culturali e umanistici.
Marcuse ha visto nei movimenti di liberazione sociale e politica un mezzo attraverso il quale le masse possono rivendicare la loro libertà e affrontare le ingiustizie. Questo approccio riflette una forma di ingegneria sociale che cerca di mobilitare le persone verso il cambiamento.

### Anthony Giddens
Anthony Giddens sviluppa la teoria della struttura, che sostiene che le strutture sociali non sono statiche, ma sono continuamente ricreate attraverso le pratiche degli individui. Questa idea implica che le politiche di ingegneria sociale devono considerare come le azioni individuali possono modificare le strutture sociali esistenti.
Lo studioso parla di "doppia dialettica" tra agenzia e struttura. Le persone, attraverso le loro azioni, non solo sono influenzate dalle strutture sociali, ma possono anche cambiarle. Questo concetto è fondamentale per l'ingegneria sociale, poiché suggerisce che gli interventi progettati devono facilitare l'agenzia degli individui per promuovere un cambiamento significativo.
L'intellettuale introduce il concetto di "modernità riflessiva", in cui gli individui diventano più consapevoli dei processi sociali che li influenzano. Questo implica che le strategie di ingegneria sociale devono coinvolgere i cittadini nella progettazione e nell'implementazione delle politiche, favorendo la partecipazione attiva.

## Esempi di utilizzo

### Nei totalitarismi
In Le origini del totalitarismo (1951), Hannah Arendt analizza il totalitarismo come un fenomeno che può emergere in qualsiasi sistema politico, inclusi i sistemi socialisti. Tuttavia, Arendt sottolinea che il totalitarismo assume forme diverse a seconda del contesto storico e culturale in cui emerge.
In relazione all'ingegneria sociale nei sistemi socialisti, Arendt sostiene che il totalitarismo socialista utilizza tecniche di ingegneria sociale simili a quelle utilizzate dal totalitarismo fascista, ma con obiettivi diversi. Mentre il fascismo mira a creare una società gerarchica e autoritaria, il socialismo totalitario mira a creare una società collettivista e egualitaria. Questa analisi è stata criticata dallo storico britannico Eric Hobsbawm e dal filosofo statunitense Michael Walzer.
Tuttavia, secondo Arendt, il totalitarismo socialista utilizza anche tecniche di ingegneria sociale per controllare e manipolare l'opinione pubblica, creando un ambiente di paura, incertezza e disinformazione. Ad esempio, Arendt sottolinea come il totalitarismo socialista utilizza la propaganda per creare un senso di unità e di coesione sociale, ma anche per diffondere disinformazione e paura.

### Nei paesi capitalisti
Noam Chomsky, uno dei più influenti critici del capitalismo contemporaneo, ha analizzato l'ingegneria sociale in questo sistema economico in molte delle sue opere, tra queste La fabbrica del consenso: l'economia politica dei mass media. Insieme a Edward S. Herman, Chomsky avanza la teoria del modello di propaganda, che descrive il modo in cui le élite capitaliste manipolano le opinioni pubbliche e i comportamenti attraverso media, istituzioni e politiche per mantenere il controllo e preservare le disuguaglianze esistenti.
Il professor Brian Holmes ha scritto diversi articoli e saggi sull'ingegneria sociale e la cultura del capitalismo avanzato, tra cui i due articoli "The Flexible Personality: For a New Cultural Critique" (2002) e "Escape the Overcode: Activist Art in the Control Society" (2007). In questi scritti, Holmes descrisse come le tecniche di ingegneria sociale sono utilizzate dalle aziende e dal governo per controllare e gestire la società.
Ecco alcuni esempi di ingegneria sociale nei sistemi capitalisti:
- Pubblicità ingannevole per convincere i consumatori ad acquistare i loro prodotti o servizi. Un'azienda può utilizzare false promesse o dichiarazioni fuorvianti per convincere i consumatori che il loro prodotto è migliore di quello della concorrenza.
- Manipolazione dei media. Un ente pubblico o privato può utilizzare i media per promuovere determinate idee o per diffondere disinformazione.
- Campagne di marketing virale che si diffondano attraverso i social media. Ad esempio, creando un video o un'immagine accattivante che incoraggi le persone a condividerlo, aumentando così la consapevolezza del marchio.
- Tecniche di nudging, che consiste nell'utilizzare tecniche subdole per influenzare il comportamento delle persone. Un supermercato può posizionare i prodotti più salutari in posizioni più visibili per incoraggiare i clienti a fare scelte più salutari.
- Infiltrazione di gruppi online allo scopo influenzare le conversazioni o le opinioni dei membri. Ad esempio, una impresa può creare un account falso su un social network per diffondere informazioni positive sul proprio prodotto o per criticare i prodotti della concorrenza.